# Molophilus atrostylus
Molophilus atrostylus är en tvåvingeart som beskrevs av Evgenyi Nikolayevich Savchenko 1978. Molophilus atrostylus ingår i släktet Molophilus och familjen småharkrankar. Inga underarter finns listade i Catalogue of Life.